# أوياستريت
بلدية أوياستريت (بالإسبانية: Ullastret) هي بلدية تقع في مقاطعة جرندة التابعة لمنطقة كتالونيا شمال شرق إسبانيا.

## الديموغرافيا
بلغ عدد سكان بلدية أوياستريت 268 نسمة عام 2011 (وفقاً للمعهد الوطني الإسباني للإحصاء).
| 243 | 245 | 230 | 226 | 218 | 239 | 268 |